# Estádio José de Oliveira Bandeira
Estádio José de Oliveira Bandeira – stadion piłkarski, w Limoeiro do Norte, Ceará, Brazylia, na którym swoje mecze rozgrywa klub Associação Desportiva Limoeiro Futebol Clube.